# Lista di asteroidi (196001-197000)
Di seguito una lista di asteroidi dal numero 196001 al 197000 con data di scoperta e scopritore.

## 196001-196100
| Nome                  | Designazione provvisoria | Data di scoperta  | Scopritore                  |
| --------------------- | ------------------------ | ----------------- | --------------------------- |
| 196001 -              | 2002 RX238               | 13 settembre 2002 | Matson, R.                  |
| 196002 -              | 2002 RU239               | 1 settembre 2002  | Hönig, S. F.                |
| 196003 -              | 2002 RJ240               | 14 settembre 2002 | Matson, R.                  |
| 196004 -              | 2002 RN241               | 15 settembre 2002 | Hönig, S. F.                |
| 196005 Róbertschiller | 2002 RS241               | 12 settembre 2002 | Piszkesteto                 |
| 196006 -              | 2002 RJ242               | 14 settembre 2002 | Matson, R.                  |
| 196007 -              | 2002 RT242               | 13 settembre 2002 | NEAT                        |
| 196008 -              | 2002 RV242               | 5 settembre 2002  | NEAT                        |
| 196009 -              | 2002 RF248               | 13 settembre 2002 | NEAT                        |
| 196010 -              | 2002 RP248               | 15 settembre 2002 | NEAT                        |
| 196011 -              | 2002 RR250               | 3 settembre 2002  | NEAT                        |
| 196012 -              | 2002 RY250               | 9 settembre 2002  | NEAT                        |
| 196013 -              | 2002 RN254               | 14 settembre 2002 | NEAT                        |
| 196014 -              | 2002 RV258               | 14 settembre 2002 | NEAT                        |
| 196015 -              | 2002 RD263               | 13 settembre 2002 | NEAT                        |
| 196016 -              | 2002 RE263               | 13 settembre 2002 | NEAT                        |
| 196017 -              | 2002 RH273               | 4 settembre 2002  | NEAT                        |
| 196018 -              | 2002 RP279               | 15 settembre 2002 | NEAT                        |
| 196019 -              | 2002 SM1                 | 26 settembre 2002 | NEAT                        |
| 196020 -              | 2002 SC2                 | 26 settembre 2002 | NEAT                        |
| 196021 -              | 2002 ST2                 | 27 settembre 2002 | NEAT                        |
| 196022 -              | 2002 SQ5                 | 27 settembre 2002 | NEAT                        |
| 196023 -              | 2002 SW6                 | 27 settembre 2002 | NEAT                        |
| 196024 -              | 2002 SB7                 | 27 settembre 2002 | NEAT                        |
| 196025 -              | 2002 SP9                 | 27 settembre 2002 | NEAT                        |
| 196026 -              | 2002 SL13                | 27 settembre 2002 | LONEOS                      |
| 196027 -              | 2002 SB14                | 27 settembre 2002 | NEAT                        |
| 196028 -              | 2002 SF14                | 27 settembre 2002 | NEAT                        |
| 196029 -              | 2002 SL14                | 27 settembre 2002 | NEAT                        |
| 196030 -              | 2002 SJ20                | 26 settembre 2002 | NEAT                        |
| 196031 -              | 2002 SV20                | 26 settembre 2002 | NEAT                        |
| 196032 -              | 2002 SH21                | 26 settembre 2002 | NEAT                        |
| 196033 -              | 2002 SU21                | 26 settembre 2002 | NEAT                        |
| 196034 -              | 2002 SV25                | 28 settembre 2002 | NEAT                        |
| 196035 Haraldbill     | 2002 SZ27                | 30 settembre 2002 | Kretlow, M.                 |
| 196036 -              | 2002 SL40                | 30 settembre 2002 | NEAT                        |
| 196037 -              | 2002 SX42                | 28 settembre 2002 | NEAT                        |
| 196038 -              | 2002 SM43                | 28 settembre 2002 | NEAT                        |
| 196039 -              | 2002 SS44                | 29 settembre 2002 | NEAT                        |
| 196040 -              | 2002 SC45                | 29 settembre 2002 | NEAT                        |
| 196041 -              | 2002 SO48                | 30 settembre 2002 | LINEAR                      |
| 196042 -              | 2002 SD49                | 30 settembre 2002 | LINEAR                      |
| 196043 -              | 2002 ST49                | 30 settembre 2002 | LINEAR                      |
| 196044 -              | 2002 SU50                | 30 settembre 2002 | LINEAR                      |
| 196045 -              | 2002 SN53                | 19 settembre 2002 | LONEOS                      |
| 196046 -              | 2002 SE56                | 30 settembre 2002 | LINEAR                      |
| 196047 -              | 2002 SS57                | 30 settembre 2002 | NEAT                        |
| 196048 -              | 2002 SM60                | 16 settembre 2002 | NEAT                        |
| 196049 -              | 2002 SS61                | 17 settembre 2002 | NEAT                        |
| 196050 -              | 2002 SG63                | 16 settembre 2002 | Matson, R.                  |
| 196051 -              | 2002 SW65                | 16 settembre 2002 | NEAT                        |
| 196052 -              | 2002 SB66                | 16 settembre 2002 | NEAT                        |
| 196053 -              | 2002 SE68                | 26 settembre 2002 | NEAT                        |
| 196054 -              | 2002 TK                  | 1 ottobre 2002    | LONEOS                      |
| 196055 -              | 2002 TC1                 | 1 ottobre 2002    | LONEOS                      |
| 196056 -              | 2002 TK2                 | 1 ottobre 2002    | LONEOS                      |
| 196057 -              | 2002 TN12                | 1 ottobre 2002    | LONEOS                      |
| 196058 -              | 2002 TU15                | 2 ottobre 2002    | LINEAR                      |
| 196059 -              | 2002 TT16                | 2 ottobre 2002    | LINEAR                      |
| 196060 -              | 2002 TD20                | 2 ottobre 2002    | LINEAR                      |
| 196061 -              | 2002 TC26                | 2 ottobre 2002    | LINEAR                      |
| 196062 -              | 2002 TN33                | 2 ottobre 2002    | LINEAR                      |
| 196063 -              | 2002 TD34                | 2 ottobre 2002    | LINEAR                      |
| 196064 -              | 2002 TG34                | 2 ottobre 2002    | LINEAR                      |
| 196065 -              | 2002 TK38                | 2 ottobre 2002    | LINEAR                      |
| 196066 -              | 2002 TH45                | 2 ottobre 2002    | NEAT                        |
| 196067 -              | 2002 TF55                | 2 ottobre 2002    | NEAT                        |
| 196068 -              | 2002 TW55                | 2 ottobre 2002    | LINEAR                      |
| 196069 -              | 2002 TY62                | 3 ottobre 2002    | CINEOS                      |
| 196070 -              | 2002 TA65                | 2 ottobre 2002    | Uppsala-DLR Asteroid Survey |
| 196071 -              | 2002 TE65                | 2 ottobre 2002    | Uppsala-DLR Asteroid Survey |
| 196072 -              | 2002 TE69                | 9 ottobre 2002    | LINEAR                      |
| 196073 -              | 2002 TQ74                | 1 ottobre 2002    | LONEOS                      |
| 196074 -              | 2002 TT74                | 1 ottobre 2002    | LONEOS                      |
| 196075 -              | 2002 TD76                | 1 ottobre 2002    | LONEOS                      |
| 196076 -              | 2002 TL77                | 1 ottobre 2002    | LONEOS                      |
| 196077 -              | 2002 TT79                | 1 ottobre 2002    | LINEAR                      |
| 196078 -              | 2002 TH80                | 1 ottobre 2002    | LONEOS                      |
| 196079 -              | 2002 TN81                | 1 ottobre 2002    | NEAT                        |
| 196080 -              | 2002 TX83                | 2 ottobre 2002    | NEAT                        |
| 196081 -              | 2002 TO84                | 2 ottobre 2002    | NEAT                        |
| 196082 -              | 2002 TB86                | 2 ottobre 2002    | CINEOS                      |
| 196083 -              | 2002 TH87                | 3 ottobre 2002    | LINEAR                      |
| 196084 -              | 2002 TH88                | 3 ottobre 2002    | NEAT                        |
| 196085 -              | 2002 TU88                | 3 ottobre 2002    | NEAT                        |
| 196086 -              | 2002 TD90                | 3 ottobre 2002    | NEAT                        |
| 196087 -              | 2002 TU96                | 1 ottobre 2002    | LONEOS                      |
| 196088 -              | 2002 TR99                | 4 ottobre 2002    | LINEAR                      |
| 196089 -              | 2002 TB102               | 4 ottobre 2002    | LINEAR                      |
| 196090 -              | 2002 TS102               | 4 ottobre 2002    | LINEAR                      |
| 196091 -              | 2002 TG103               | 4 ottobre 2002    | LINEAR                      |
| 196092 -              | 2002 TH113               | 3 ottobre 2002    | NEAT                        |
| 196093 -              | 2002 TW113               | 3 ottobre 2002    | NEAT                        |
| 196094 -              | 2002 TT117               | 3 ottobre 2002    | NEAT                        |
| 196095 -              | 2002 TR119               | 3 ottobre 2002    | NEAT                        |
| 196096 -              | 2002 TK120               | 3 ottobre 2002    | NEAT                        |
| 196097 -              | 2002 TP123               | 4 ottobre 2002    | NEAT                        |
| 196098 -              | 2002 TW123               | 4 ottobre 2002    | NEAT                        |
| 196099 -              | 2002 TE125               | 4 ottobre 2002    | NEAT                        |
| 196100 -              | 2002 TZ126               | 4 ottobre 2002    | LINEAR                      |

## 196101-196200
| Nome     | Designazione provvisoria | Data di scoperta | Scopritore               |
| -------- | ------------------------ | ---------------- | ------------------------ |
| 196101 - | 2002 TD127               | 4 ottobre 2002   | NEAT                     |
| 196102 - | 2002 TA133               | 4 ottobre 2002   | LINEAR                   |
| 196103 - | 2002 TX133               | 4 ottobre 2002   | LINEAR                   |
| 196104 - | 2002 TC134               | 4 ottobre 2002   | NEAT                     |
| 196105 - | 2002 TC137               | 4 ottobre 2002   | LONEOS                   |
| 196106 - | 2002 TV142               | 4 ottobre 2002   | LINEAR                   |
| 196107 - | 2002 TH145               | 3 ottobre 2002   | LINEAR                   |
| 196108 - | 2002 TX147               | 5 ottobre 2002   | NEAT                     |
| 196109 - | 2002 TS148               | 5 ottobre 2002   | NEAT                     |
| 196110 - | 2002 TB157               | 5 ottobre 2002   | NEAT                     |
| 196111 - | 2002 TM168               | 3 ottobre 2002   | LINEAR                   |
| 196112 - | 2002 TH169               | 3 ottobre 2002   | NEAT                     |
| 196113 - | 2002 TY169               | 3 ottobre 2002   | NEAT                     |
| 196114 - | 2002 TD170               | 3 ottobre 2002   | NEAT                     |
| 196115 - | 2002 TN170               | 3 ottobre 2002   | NEAT                     |
| 196116 - | 2002 TY170               | 3 ottobre 2002   | NEAT                     |
| 196117 - | 2002 TE173               | 4 ottobre 2002   | LINEAR                   |
| 196118 - | 2002 TY173               | 4 ottobre 2002   | LINEAR                   |
| 196119 - | 2002 TO174               | 4 ottobre 2002   | LINEAR                   |
| 196120 - | 2002 TA178               | 11 ottobre 2002  | NEAT                     |
| 196121 - | 2002 TW185               | 4 ottobre 2002   | LINEAR                   |
| 196122 - | 2002 TL193               | 3 ottobre 2002   | LINEAR                   |
| 196123 - | 2002 TN193               | 3 ottobre 2002   | LINEAR                   |
| 196124 - | 2002 TU194               | 3 ottobre 2002   | LINEAR                   |
| 196125 - | 2002 TM202               | 4 ottobre 2002   | LINEAR                   |
| 196126 - | 2002 TE206               | 4 ottobre 2002   | LINEAR                   |
| 196127 - | 2002 TP206               | 4 ottobre 2002   | LINEAR                   |
| 196128 - | 2002 TQ206               | 4 ottobre 2002   | LINEAR                   |
| 196129 - | 2002 TT210               | 7 ottobre 2002   | LINEAR                   |
| 196130 - | 2002 TK213               | 3 ottobre 2002   | LINEAR                   |
| 196131 - | 2002 TE225               | 8 ottobre 2002   | LONEOS                   |
| 196132 - | 2002 TG231               | 8 ottobre 2002   | NEAT                     |
| 196133 - | 2002 TO238               | 7 ottobre 2002   | LINEAR                   |
| 196134 - | 2002 TH240               | 9 ottobre 2002   | LINEAR                   |
| 196135 - | 2002 TZ244               | 7 ottobre 2002   | LINEAR                   |
| 196136 - | 2002 TW247               | 7 ottobre 2002   | NEAT                     |
| 196137 - | 2002 TR248               | 7 ottobre 2002   | LINEAR                   |
| 196138 - | 2002 TX253               | 9 ottobre 2002   | LINEAR                   |
| 196139 - | 2002 TW261               | 10 ottobre 2002  | NEAT                     |
| 196140 - | 2002 TO264               | 10 ottobre 2002  | LINEAR                   |
| 196141 - | 2002 TL268               | 9 ottobre 2002   | LINEAR                   |
| 196142 - | 2002 TB270               | 9 ottobre 2002   | LINEAR                   |
| 196143 - | 2002 TZ270               | 9 ottobre 2002   | LINEAR                   |
| 196144 - | 2002 TE274               | 9 ottobre 2002   | LINEAR                   |
| 196145 - | 2002 TU279               | 10 ottobre 2002  | LINEAR                   |
| 196146 - | 2002 TY281               | 10 ottobre 2002  | LINEAR                   |
| 196147 - | 2002 TX294               | 13 ottobre 2002  | NEAT                     |
| 196148 - | 2002 TE317               | 5 ottobre 2002   | Sloan Digital Sky Survey |
| 196149 - | 2002 TG319               | 5 ottobre 2002   | Sloan Digital Sky Survey |
| 196150 - | 2002 TT337               | 5 ottobre 2002   | Sloan Digital Sky Survey |
| 196151 - | 2002 UG7                 | 28 ottobre 2002  | NEAT                     |
| 196152 - | 2002 UG9                 | 28 ottobre 2002  | NEAT                     |
| 196153 - | 2002 UO31                | 30 ottobre 2002  | NEAT                     |
| 196154 - | 2002 UH47                | 31 ottobre 2002  | LINEAR                   |
| 196155 - | 2002 UJ51                | 29 ottobre 2002  | Sloan Digital Sky Survey |
| 196156 - | 2002 UM61                | 30 ottobre 2002  | Sloan Digital Sky Survey |
| 196157 - | 2002 UV61                | 30 ottobre 2002  | Sloan Digital Sky Survey |
| 196158 - | 2002 VV8                 | 1 novembre 2002  | LINEAR                   |
| 196159 - | 2002 VT17                | 7 novembre 2002  | LINEAR                   |
| 196160 - | 2002 VW26                | 5 novembre 2002  | LINEAR                   |
| 196161 - | 2002 VM37                | 4 novembre 2002  | NEAT                     |
| 196162 - | 2002 VW41                | 5 novembre 2002  | NEAT                     |
| 196163 - | 2002 VD43                | 4 novembre 2002  | NEAT                     |
| 196164 - | 2002 VZ46                | 5 novembre 2002  | NEAT                     |
| 196165 - | 2002 VV51                | 6 novembre 2002  | LONEOS                   |
| 196166 - | 2002 VE54                | 6 novembre 2002  | LINEAR                   |
| 196167 - | 2002 VO57                | 6 novembre 2002  | NEAT                     |
| 196168 - | 2002 VW62                | 6 novembre 2002  | LINEAR                   |
| 196169 - | 2002 VF69                | 8 novembre 2002  | LINEAR                   |
| 196170 - | 2002 VZ80                | 7 novembre 2002  | LINEAR                   |
| 196171 - | 2002 VH96                | 11 novembre 2002 | LINEAR                   |
| 196172 - | 2002 VZ99                | 10 novembre 2002 | LINEAR                   |
| 196173 - | 2002 VT118               | 12 novembre 2002 | LINEAR                   |
| 196174 - | 2002 WQ11                | 28 novembre 2002 | LONEOS                   |
| 196175 - | 2002 XR2                 | 1 dicembre 2002  | LINEAR                   |
| 196176 - | 2002 XQ6                 | 1 dicembre 2002  | NEAT                     |
| 196177 - | 2002 XY7                 | 2 dicembre 2002  | LINEAR                   |
| 196178 - | 2002 XA49                | 10 dicembre 2002 | LINEAR                   |
| 196179 - | 2002 XZ60                | 10 dicembre 2002 | LINEAR                   |
| 196180 - | 2002 XH86                | 11 dicembre 2002 | LINEAR                   |
| 196181 - | 2002 XE116               | 7 dicembre 2002  | Sloan Digital Sky Survey |
| 196182 - | 2002 YP10                | 31 dicembre 2002 | LINEAR                   |
| 196183 - | 2002 YQ11                | 31 dicembre 2002 | LINEAR                   |
| 196184 - | 2002 YP13                | 31 dicembre 2002 | LINEAR                   |
| 196185 - | 2002 YB29                | 31 dicembre 2002 | LINEAR                   |
| 196186 - | 2002 YF31                | 31 dicembre 2002 | LINEAR                   |
| 196187 - | 2002 YB32                | 31 dicembre 2002 | Spacewatch               |
| 196188 - | 2003 AS4                 | 1 gennaio 2003   | McClusky, J. V.          |
| 196189 - | 2003 AG28                | 4 gennaio 2003   | LINEAR                   |
| 196190 - | 2003 AC29                | 4 gennaio 2003   | LINEAR                   |
| 196191 - | 2003 AX34                | 7 gennaio 2003   | LINEAR                   |
| 196192 - | 2003 AN39                | 7 gennaio 2003   | LINEAR                   |
| 196193 - | 2003 AD40                | 7 gennaio 2003   | LINEAR                   |
| 196194 - | 2003 AZ43                | 5 gennaio 2003   | LINEAR                   |
| 196195 - | 2003 AW49                | 5 gennaio 2003   | LINEAR                   |
| 196196 - | 2003 AU57                | 5 gennaio 2003   | LINEAR                   |
| 196197 - | 2003 AC75                | 10 gennaio 2003  | LINEAR                   |
| 196198 - | 2003 AF94                | 5 gennaio 2003   | LINEAR                   |
| 196199 - | 2003 BA                  | 16 gennaio 2003  | NEAT                     |
| 196200 - | 2003 BZ1                 | 25 gennaio 2003  | LONEOS                   |

## 196201-196300
| Nome     | Designazione provvisoria | Data di scoperta | Scopritore           |
| -------- | ------------------------ | ---------------- | -------------------- |
| 196201 - | 2003 BP7                 | 26 gennaio 2003  | Spacewatch           |
| 196202 - | 2003 BL9                 | 26 gennaio 2003  | NEAT                 |
| 196203 - | 2003 BB10                | 26 gennaio 2003  | NEAT                 |
| 196204 - | 2003 BQ12                | 26 gennaio 2003  | LONEOS               |
| 196205 - | 2003 BQ15                | 26 gennaio 2003  | LONEOS               |
| 196206 - | 2003 BM17                | 26 gennaio 2003  | NEAT                 |
| 196207 - | 2003 BC19                | 27 gennaio 2003  | NEAT                 |
| 196208 - | 2003 BG20                | 27 gennaio 2003  | LONEOS               |
| 196209 - | 2003 BY21                | 27 gennaio 2003  | LINEAR               |
| 196210 - | 2003 BM25                | 25 gennaio 2003  | NEAT                 |
| 196211 - | 2003 BT30                | 27 gennaio 2003  | LINEAR               |
| 196212 - | 2003 BV31                | 27 gennaio 2003  | LINEAR               |
| 196213 - | 2003 BL32                | 27 gennaio 2003  | LINEAR               |
| 196214 - | 2003 BD37                | 28 gennaio 2003  | Spacewatch           |
| 196215 - | 2003 BG38                | 27 gennaio 2003  | LONEOS               |
| 196216 - | 2003 BA42                | 27 gennaio 2003  | LINEAR               |
| 196217 - | 2003 BR42                | 29 gennaio 2003  | NEAT                 |
| 196218 - | 2003 BH44                | 27 gennaio 2003  | LINEAR               |
| 196219 - | 2003 BF46                | 27 gennaio 2003  | LINEAR               |
| 196220 - | 2003 BK51                | 27 gennaio 2003  | LINEAR               |
| 196221 - | 2003 BM52                | 27 gennaio 2003  | LINEAR               |
| 196222 - | 2003 BW52                | 27 gennaio 2003  | LONEOS               |
| 196223 - | 2003 BO53                | 27 gennaio 2003  | LINEAR               |
| 196224 - | 2003 BA55                | 27 gennaio 2003  | NEAT                 |
| 196225 - | 2003 BD57                | 27 gennaio 2003  | LINEAR               |
| 196226 - | 2003 BS61                | 28 gennaio 2003  | LINEAR               |
| 196227 - | 2003 BR63                | 28 gennaio 2003  | NEAT                 |
| 196228 - | 2003 BM64                | 29 gennaio 2003  | NEAT                 |
| 196229 - | 2003 BC67                | 30 gennaio 2003  | NEAT                 |
| 196230 - | 2003 BO80                | 31 gennaio 2003  | LINEAR               |
| 196231 - | 2003 BL82                | 31 gennaio 2003  | LINEAR               |
| 196232 - | 2003 BN84                | 30 gennaio 2003  | LONEOS               |
| 196233 - | 2003 BC92                | 25 gennaio 2003  | Spacewatch           |
| 196234 - | 2003 CH2                 | 1 febbraio 2003  | LINEAR               |
| 196235 - | 2003 CJ2                 | 1 febbraio 2003  | LINEAR               |
| 196236 - | 2003 CV2                 | 2 febbraio 2003  | LINEAR               |
| 196237 - | 2003 CL10                | 2 febbraio 2003  | LINEAR               |
| 196238 - | 2003 CY10                | 3 febbraio 2003  | LONEOS               |
| 196239 - | 2003 CZ17                | 7 febbraio 2003  | Yeung, W. K. Y.      |
| 196240 - | 2003 CH18                | 8 febbraio 2003  | LINEAR               |
| 196241 - | 2003 CT19                | 8 febbraio 2003  | LINEAR               |
| 196242 - | 2003 CV21                | 3 febbraio 2003  | LINEAR               |
| 196243 - | 2003 DS2                 | 22 febbraio 2003 | Yeung, W. K. Y.      |
| 196244 - | 2003 DH8                 | 22 febbraio 2003 | NEAT                 |
| 196245 - | 2003 DB9                 | 24 febbraio 2003 | CINEOS               |
| 196246 - | 2003 DL9                 | 24 febbraio 2003 | CINEOS               |
| 196247 - | 2003 DP9                 | 25 febbraio 2003 | CINEOS               |
| 196248 - | 2003 DX13                | 26 febbraio 2003 | NEAT                 |
| 196249 - | 2003 DA14                | 26 febbraio 2003 | NEAT                 |
| 196250 - | 2003 DN17                | 22 febbraio 2003 | Kessel, J. W.        |
| 196251 - | 2003 DL21                | 23 febbraio 2003 | LONEOS               |
| 196252 - | 2003 DY23                | 23 febbraio 2003 | LONEOS               |
| 196253 - | 2003 DC24                | 22 febbraio 2003 | NEAT                 |
| 196254 - | 2003 DU24                | 23 febbraio 2003 | Spacewatch           |
| 196255 - | 2003 EZ                  | 5 marzo 2003     | LINEAR               |
| 196256 - | 2003 EH1                 | 6 marzo 2003     | LONEOS               |
| 196257 - | 2003 EM3                 | 6 marzo 2003     | LINEAR               |
| 196258 - | 2003 EM5                 | 5 marzo 2003     | LINEAR               |
| 196259 - | 2003 ED6                 | 6 marzo 2003     | LONEOS               |
| 196260 - | 2003 EE7                 | 6 marzo 2003     | LONEOS               |
| 196261 - | 2003 EQ9                 | 6 marzo 2003     | LONEOS               |
| 196262 - | 2003 EK10                | 6 marzo 2003     | LINEAR               |
| 196263 - | 2003 EW10                | 6 marzo 2003     | LINEAR               |
| 196264 - | 2003 EE11                | 6 marzo 2003     | LINEAR               |
| 196265 - | 2003 EF11                | 6 marzo 2003     | LINEAR               |
| 196266 - | 2003 EC12                | 6 marzo 2003     | LINEAR               |
| 196267 - | 2003 EF12                | 6 marzo 2003     | LINEAR               |
| 196268 - | 2003 ES15                | 7 marzo 2003     | LINEAR               |
| 196269 - | 2003 EG17                | 5 marzo 2003     | LINEAR               |
| 196270 - | 2003 EK19                | 6 marzo 2003     | LONEOS               |
| 196271 - | 2003 ED20                | 6 marzo 2003     | LONEOS               |
| 196272 - | 2003 EE21                | 6 marzo 2003     | LONEOS               |
| 196273 - | 2003 EC22                | 6 marzo 2003     | LINEAR               |
| 196274 - | 2003 ET22                | 6 marzo 2003     | LINEAR               |
| 196275 - | 2003 EJ23                | 6 marzo 2003     | LINEAR               |
| 196276 - | 2003 EP24                | 6 marzo 2003     | LINEAR               |
| 196277 - | 2003 EH26                | 6 marzo 2003     | LONEOS               |
| 196278 - | 2003 ES26                | 6 marzo 2003     | LONEOS               |
| 196279 - | 2003 ET28                | 6 marzo 2003     | LINEAR               |
| 196280 - | 2003 EL29                | 6 marzo 2003     | LINEAR               |
| 196281 - | 2003 EM29                | 6 marzo 2003     | LINEAR               |
| 196282 - | 2003 EX31                | 7 marzo 2003     | LINEAR               |
| 196283 - | 2003 ES33                | 7 marzo 2003     | LONEOS               |
| 196284 - | 2003 EO36                | 7 marzo 2003     | LONEOS               |
| 196285 - | 2003 ET41                | 6 marzo 2003     | LINEAR               |
| 196286 - | 2003 ED45                | 7 marzo 2003     | LINEAR               |
| 196287 - | 2003 EQ45                | 7 marzo 2003     | LINEAR               |
| 196288 - | 2003 EU48                | 9 marzo 2003     | LINEAR               |
| 196289 - | 2003 EZ48                | 9 marzo 2003     | LINEAR               |
| 196290 - | 2003 EP49                | 10 marzo 2003    | LONEOS               |
| 196291 - | 2003 EP50                | 9 marzo 2003     | LINEAR               |
| 196292 - | 2003 ES52                | 8 marzo 2003     | LINEAR               |
| 196293 - | 2003 EV58                | 11 marzo 2003    | NEAT                 |
| 196294 - | 2003 ER59                | 12 marzo 2003    | NEAT                 |
| 196295 - | 2003 EP61                | 6 marzo 2003     | LONEOS               |
| 196296 - | 2003 EY61                | 12 marzo 2003    | Spacewatch           |
| 196297 - | 2003 FA                  | 21 marzo 2003    | Young, J. W.         |
| 196298 - | 2003 FQ                  | 22 marzo 2003    | Tichá, J., Tichý, M. |
| 196299 - | 2003 FN1                 | 24 marzo 2003    | NEAT                 |
| 196300 - | 2003 FW3                 | 23 marzo 2003    | NEAT                 |

## 196301-196400
| Nome     | Designazione provvisoria | Data di scoperta | Scopritore |
| -------- | ------------------------ | ---------------- | ---------- |
| 196301 - | 2003 FG6                 | 27 marzo 2003    | CINEOS     |
| 196302 - | 2003 FJ10                | 23 marzo 2003    | Spacewatch |
| 196303 - | 2003 FG12                | 24 marzo 2003    | Spacewatch |
| 196304 - | 2003 FY14                | 23 marzo 2003    | CSS        |
| 196305 - | 2003 FN15                | 23 marzo 2003    | Spacewatch |
| 196306 - | 2003 FT16                | 23 marzo 2003    | NEAT       |
| 196307 - | 2003 FL19                | 25 marzo 2003    | NEAT       |
| 196308 - | 2003 FX23                | 23 marzo 2003    | Spacewatch |
| 196309 - | 2003 FD24                | 23 marzo 2003    | Spacewatch |
| 196310 - | 2003 FO24                | 23 marzo 2003    | NEAT       |
| 196311 - | 2003 FV28                | 24 marzo 2003    | NEAT       |
| 196312 - | 2003 FB29                | 24 marzo 2003    | NEAT       |
| 196313 - | 2003 FF31                | 23 marzo 2003    | NEAT       |
| 196314 - | 2003 FF34                | 23 marzo 2003    | Spacewatch |
| 196315 - | 2003 FR34                | 23 marzo 2003    | Spacewatch |
| 196316 - | 2003 FZ34                | 23 marzo 2003    | Spacewatch |
| 196317 - | 2003 FR37                | 23 marzo 2003    | Spacewatch |
| 196318 - | 2003 FZ37                | 23 marzo 2003    | Spacewatch |
| 196319 - | 2003 FB39                | 23 marzo 2003    | NEAT       |
| 196320 - | 2003 FE40                | 24 marzo 2003    | Spacewatch |
| 196321 - | 2003 FU41                | 25 marzo 2003    | NEAT       |
| 196322 - | 2003 FY41                | 26 marzo 2003    | Spacewatch |
| 196323 - | 2003 FT42                | 23 marzo 2003    | Spacewatch |
| 196324 - | 2003 FV43                | 23 marzo 2003    | Spacewatch |
| 196325 - | 2003 FL47                | 24 marzo 2003    | Spacewatch |
| 196326 - | 2003 FM49                | 24 marzo 2003    | NEAT       |
| 196327 - | 2003 FE51                | 25 marzo 2003    | NEAT       |
| 196328 - | 2003 FB54                | 25 marzo 2003    | NEAT       |
| 196329 - | 2003 FW54                | 25 marzo 2003    | NEAT       |
| 196330 - | 2003 FN55                | 26 marzo 2003    | NEAT       |
| 196331 - | 2003 FY56                | 26 marzo 2003    | NEAT       |
| 196332 - | 2003 FM58                | 26 marzo 2003    | NEAT       |
| 196333 - | 2003 FS60                | 26 marzo 2003    | NEAT       |
| 196334 - | 2003 FM64                | 26 marzo 2003    | NEAT       |
| 196335 - | 2003 FH68                | 26 marzo 2003    | NEAT       |
| 196336 - | 2003 FN71                | 26 marzo 2003    | Spacewatch |
| 196337 - | 2003 FG73                | 26 marzo 2003    | NEAT       |
| 196338 - | 2003 FB74                | 26 marzo 2003    | NEAT       |
| 196339 - | 2003 FM76                | 27 marzo 2003    | NEAT       |
| 196340 - | 2003 FH78                | 27 marzo 2003    | Spacewatch |
| 196341 - | 2003 FV78                | 27 marzo 2003    | Spacewatch |
| 196342 - | 2003 FP79                | 27 marzo 2003    | LINEAR     |
| 196343 - | 2003 FA83                | 27 marzo 2003    | NEAT       |
| 196344 - | 2003 FJ83                | 27 marzo 2003    | NEAT       |
| 196345 - | 2003 FB84                | 28 marzo 2003    | Spacewatch |
| 196346 - | 2003 FU88                | 28 marzo 2003    | LONEOS     |
| 196347 - | 2003 FA89                | 29 marzo 2003    | LONEOS     |
| 196348 - | 2003 FS89                | 29 marzo 2003    | LONEOS     |
| 196349 - | 2003 FC90                | 29 marzo 2003    | LONEOS     |
| 196350 - | 2003 FM90                | 29 marzo 2003    | LONEOS     |
| 196351 - | 2003 FC91                | 29 marzo 2003    | LONEOS     |
| 196352 - | 2003 FG96                | 30 marzo 2003    | LINEAR     |
| 196353 - | 2003 FC101               | 31 marzo 2003    | LONEOS     |
| 196354 - | 2003 FL102               | 31 marzo 2003    | Spacewatch |
| 196355 - | 2003 FB103               | 31 marzo 2003    | Spacewatch |
| 196356 - | 2003 FV103               | 24 marzo 2003    | Spacewatch |
| 196357 - | 2003 FD104               | 25 marzo 2003    | NEAT       |
| 196358 - | 2003 FT104               | 25 marzo 2003    | NEAT       |
| 196359 - | 2003 FE105               | 26 marzo 2003    | Spacewatch |
| 196360 - | 2003 FR106               | 27 marzo 2003    | LONEOS     |
| 196361 - | 2003 FS106               | 27 marzo 2003    | LONEOS     |
| 196362 - | 2003 FT108               | 31 marzo 2003    | LONEOS     |
| 196363 - | 2003 FA109               | 31 marzo 2003    | LONEOS     |
| 196364 - | 2003 FX110               | 30 marzo 2003    | Spacewatch |
| 196365 - | 2003 FX113               | 31 marzo 2003    | LINEAR     |
| 196366 - | 2003 FY113               | 31 marzo 2003    | LINEAR     |
| 196367 - | 2003 FA114               | 31 marzo 2003    | LINEAR     |
| 196368 - | 2003 FO114               | 31 marzo 2003    | LINEAR     |
| 196369 - | 2003 FY115               | 31 marzo 2003    | LINEAR     |
| 196370 - | 2003 FL117               | 25 marzo 2003    | NEAT       |
| 196371 - | 2003 FA118               | 25 marzo 2003    | NEAT       |
| 196372 - | 2003 FH119               | 26 marzo 2003    | LONEOS     |
| 196373 - | 2003 FO127               | 27 marzo 2003    | NEAT       |
| 196374 - | 2003 FO130               | 25 marzo 2003    | NEAT       |
| 196375 - | 2003 FR131               | 27 marzo 2003    | Spacewatch |
| 196376 - | 2003 GM1                 | 1 aprile 2003    | LINEAR     |
| 196377 - | 2003 GM2                 | 1 aprile 2003    | LINEAR     |
| 196378 - | 2003 GU2                 | 1 aprile 2003    | NEAT       |
| 196379 - | 2003 GE3                 | 1 aprile 2003    | LINEAR     |
| 196380 - | 2003 GM3                 | 1 aprile 2003    | LINEAR     |
| 196381 - | 2003 GZ3                 | 1 aprile 2003    | LINEAR     |
| 196382 - | 2003 GZ4                 | 1 aprile 2003    | LINEAR     |
| 196383 - | 2003 GC5                 | 1 aprile 2003    | LINEAR     |
| 196384 - | 2003 GW5                 | 1 aprile 2003    | LINEAR     |
| 196385 - | 2003 GM6                 | 2 aprile 2003    | LINEAR     |
| 196386 - | 2003 GR6                 | 2 aprile 2003    | NEAT       |
| 196387 - | 2003 GU6                 | 2 aprile 2003    | NEAT       |
| 196388 - | 2003 GS8                 | 1 aprile 2003    | LINEAR     |
| 196389 - | 2003 GG11                | 3 aprile 2003    | LONEOS     |
| 196390 - | 2003 GZ12                | 1 aprile 2003    | LINEAR     |
| 196391 - | 2003 GQ19                | 4 aprile 2003    | Spacewatch |
| 196392 - | 2003 GX22                | 3 aprile 2003    | LONEOS     |
| 196393 - | 2003 GD23                | 4 aprile 2003    | LINEAR     |
| 196394 - | 2003 GL23                | 4 aprile 2003    | LONEOS     |
| 196395 - | 2003 GE24                | 5 aprile 2003    | Spacewatch |
| 196396 - | 2003 GH24                | 7 aprile 2003    | Spacewatch |
| 196397 - | 2003 GS25                | 4 aprile 2003    | Spacewatch |
| 196398 - | 2003 GW27                | 7 aprile 2003    | LINEAR     |
| 196399 - | 2003 GE32                | 8 aprile 2003    | LINEAR     |
| 196400 - | 2003 GM32                | 8 aprile 2003    | LINEAR     |

## 196401-196500
| Nome                | Designazione provvisoria | Data di scoperta | Scopritore                     |
| ------------------- | ------------------------ | ---------------- | ------------------------------ |
| 196401 -            | 2003 GM33                | 3 aprile 2003    | Deep Lens Survey               |
| 196402 -            | 2003 GN34                | 7 aprile 2003    | LINEAR                         |
| 196403 -            | 2003 GW34                | 7 aprile 2003    | Uppsala-DLR Asteroid Survey    |
| 196404 -            | 2003 GO37                | 7 aprile 2003    | LINEAR                         |
| 196405 -            | 2003 GX37                | 8 aprile 2003    | LINEAR                         |
| 196406 -            | 2003 GF42                | 4 aprile 2003    | Kessel, J. W.                  |
| 196407 -            | 2003 GM46                | 8 aprile 2003    | NEAT                           |
| 196408 -            | 2003 GW47                | 8 aprile 2003    | LINEAR                         |
| 196409 -            | 2003 GN48                | 9 aprile 2003    | NEAT                           |
| 196410 -            | 2003 GN49                | 10 aprile 2003   | Spacewatch                     |
| 196411 Umurhan      | 2003 GW51                | 1 aprile 2003    | Buie, M. W.                    |
| 196412 -            | 2003 GK54                | 1 aprile 2003    | Tucker, R. A.                  |
| 196413 -            | 2003 GS54                | 3 aprile 2003    | LONEOS                         |
| 196414 -            | 2003 GS55                | 5 aprile 2003    | Spacewatch                     |
| 196415 -            | 2003 HE                  | 21 aprile 2003   | McNaught, R. H.                |
| 196416 -            | 2003 HP1                 | 23 aprile 2003   | CINEOS                         |
| 196417 -            | 2003 HP2                 | 21 aprile 2003   | CSS                            |
| 196418 -            | 2003 HX5                 | 24 aprile 2003   | NEAT                           |
| 196419 -            | 2003 HF9                 | 24 aprile 2003   | LONEOS                         |
| 196420 -            | 2003 HO9                 | 24 aprile 2003   | LONEOS                         |
| 196421 -            | 2003 HS9                 | 25 aprile 2003   | Spacewatch                     |
| 196422 -            | 2003 HF11                | 26 aprile 2003   | Spacewatch                     |
| 196423 -            | 2003 HL12                | 26 aprile 2003   | Spacewatch                     |
| 196424 -            | 2003 HJ14                | 26 aprile 2003   | LINEAR                         |
| 196425 -            | 2003 HA20                | 26 aprile 2003   | NEAT                           |
| 196426 -            | 2003 HB20                | 26 aprile 2003   | NEAT                           |
| 196427 -            | 2003 HG20                | 26 aprile 2003   | NEAT                           |
| 196428 -            | 2003 HJ20                | 24 aprile 2003   | LONEOS                         |
| 196429 -            | 2003 HS20                | 24 aprile 2003   | LONEOS                         |
| 196430 -            | 2003 HE21                | 25 aprile 2003   | LONEOS                         |
| 196431 -            | 2003 HB22                | 27 aprile 2003   | LONEOS                         |
| 196432 -            | 2003 HA28                | 26 aprile 2003   | Spacewatch                     |
| 196433 -            | 2003 HO28                | 26 aprile 2003   | NEAT                           |
| 196434 -            | 2003 HW29                | 28 aprile 2003   | LONEOS                         |
| 196435 -            | 2003 HD30                | 28 aprile 2003   | LONEOS                         |
| 196436 -            | 2003 HL30                | 28 aprile 2003   | LINEAR                         |
| 196437 -            | 2003 HU31                | 28 aprile 2003   | LINEAR                         |
| 196438 -            | 2003 HM33                | 26 aprile 2003   | Spacewatch                     |
| 196439 -            | 2003 HU33                | 28 aprile 2003   | LONEOS                         |
| 196440 -            | 2003 HQ35                | 27 aprile 2003   | LONEOS                         |
| 196441 -            | 2003 HL36                | 29 aprile 2003   | Spacewatch                     |
| 196442 -            | 2003 HF37                | 26 aprile 2003   | NEAT                           |
| 196443 -            | 2003 HK37                | 26 aprile 2003   | NEAT                           |
| 196444 -            | 2003 HQ37                | 28 aprile 2003   | LONEOS                         |
| 196445 -            | 2003 HW37                | 28 aprile 2003   | LONEOS                         |
| 196446 -            | 2003 HP39                | 29 aprile 2003   | LINEAR                         |
| 196447 -            | 2003 HO43                | 29 aprile 2003   | Spacewatch                     |
| 196448 -            | 2003 HH44                | 27 aprile 2003   | LONEOS                         |
| 196449 -            | 2003 HB47                | 28 aprile 2003   | LINEAR                         |
| 196450 -            | 2003 HH47                | 28 aprile 2003   | LINEAR                         |
| 196451 -            | 2003 HO47                | 29 aprile 2003   | LONEOS                         |
| 196452 -            | 2003 HO48                | 30 aprile 2003   | LINEAR                         |
| 196453 -            | 2003 HC49                | 30 aprile 2003   | LINEAR                         |
| 196454 -            | 2003 HF50                | 28 aprile 2003   | LINEAR                         |
| 196455 -            | 2003 HG50                | 30 aprile 2003   | Spacewatch                     |
| 196456 -            | 2003 HJ51                | 29 aprile 2003   | Spacewatch                     |
| 196457 -            | 2003 HG52                | 30 aprile 2003   | Spacewatch                     |
| 196458 -            | 2003 HS52                | 29 aprile 2003   | LONEOS                         |
| 196459 -            | 2003 HV52                | 29 aprile 2003   | LONEOS                         |
| 196460 -            | 2003 HF53                | 30 aprile 2003   | Broughton, J.                  |
| 196461 -            | 2003 HV53                | 21 aprile 2003   | Spacewatch                     |
| 196462 -            | 2003 HQ54                | 24 aprile 2003   | LONEOS                         |
| 196463 -            | 2003 HV57                | 25 aprile 2003   | Spacewatch                     |
| 196464 -            | 2003 HH58                | 26 aprile 2003   | Spacewatch                     |
| 196465 -            | 2003 JG5                 | 1 maggio 2003    | LINEAR                         |
| 196466 -            | 2003 JB7                 | 1 maggio 2003    | LINEAR                         |
| 196467 -            | 2003 JX8                 | 2 maggio 2003    | Spacewatch                     |
| 196468 -            | 2003 JH9                 | 2 maggio 2003    | Spacewatch                     |
| 196469 -            | 2003 JN9                 | 2 maggio 2003    | LINEAR                         |
| 196470 -            | 2003 JJ10                | 2 maggio 2003    | LINEAR                         |
| 196471 -            | 2003 JH11                | 3 maggio 2003    | Spacewatch                     |
| 196472 -            | 2003 JY11                | 5 maggio 2003    | Spacewatch                     |
| 196473 -            | 2003 JD12                | 5 maggio 2003    | LINEAR                         |
| 196474 -            | 2003 JX13                | 5 maggio 2003    | LINEAR                         |
| 196475 -            | 2003 JV15                | 6 maggio 2003    | Spacewatch                     |
| 196476 Humfernández | 2003 JU17                | 2 maggio 2003    | Ferrin, I. R., Leal, C.        |
| 196477 -            | 2003 JB18                | 2 maggio 2003    | Spacewatch                     |
| 196478 -            | 2003 KC                  | 20 maggio 2003   | Schwartz, M., Holvorcem, P. R. |
| 196479 -            | 2003 KU                  | 21 maggio 2003   | Broughton, J.                  |
| 196480 -            | 2003 KF1                 | 22 maggio 2003   | Spacewatch                     |
| 196481 VATT         | 2003 KS2                 | 23 maggio 2003   | Ryan, W. H., Martinez, C. T.   |
| 196482 -            | 2003 KW3                 | 23 maggio 2003   | Broughton, J.                  |
| 196483 -            | 2003 KV6                 | 25 maggio 2003   | Spacewatch                     |
| 196484 -            | 2003 KK9                 | 24 maggio 2003   | Broughton, J.                  |
| 196485 -            | 2003 KG10                | 25 maggio 2003   | Spacewatch                     |
| 196486 -            | 2003 KZ11                | 27 maggio 2003   | LONEOS                         |
| 196487 -            | 2003 KA12                | 27 maggio 2003   | LONEOS                         |
| 196488 -            | 2003 KM12                | 26 maggio 2003   | Spacewatch                     |
| 196489 -            | 2003 KC14                | 28 maggio 2003   | LINEAR                         |
| 196490 -            | 2003 KB17                | 26 maggio 2003   | Spacewatch                     |
| 196491 -            | 2003 KJ17                | 26 maggio 2003   | NEAT                           |
| 196492 -            | 2003 KX19                | 30 maggio 2003   | LINEAR                         |
| 196493 -            | 2003 KB20                | 30 maggio 2003   | LINEAR                         |
| 196494 -            | 2003 KF33                | 27 maggio 2003   | Spacewatch                     |
| 196495 -            | 2003 LJ1                 | 1 giugno 2003    | Spacewatch                     |
| 196496 -            | 2003 LB3                 | 1 giugno 2003    | Spacewatch                     |
| 196497 -            | 2003 LZ3                 | 5 giugno 2003    | Broughton, J.                  |
| 196498 -            | 2003 LY5                 | 2 giugno 2003    | Spacewatch                     |
| 196499 -            | 2003 LV6                 | 4 giugno 2003    | Kessel, J. W.                  |
| 196500 -            | 2003 LW6                 | 7 giugno 2003    | Broughton, J.                  |

## 196501-196600
| Nome            | Designazione provvisoria | Data di scoperta | Scopritore                   |
| --------------- | ------------------------ | ---------------- | ---------------------------- |
| 196501 -        | 2003 LX6                 | 7 giugno 2003    | Broughton, J.                |
| 196502 -        | 2003 MA1                 | 22 giugno 2003   | LONEOS                       |
| 196503 -        | 2003 MX6                 | 27 giugno 2003   | NEAT                         |
| 196504 -        | 2003 MT8                 | 28 giugno 2003   | LINEAR                       |
| 196505 -        | 2003 MD9                 | 29 giugno 2003   | LINEAR                       |
| 196506 -        | 2003 MW11                | 27 giugno 2003   | Tenagra II                   |
| 196507 -        | 2003 MN12                | 29 giugno 2003   | LINEAR                       |
| 196508 -        | 2003 MY12                | 22 giugno 2003   | LONEOS                       |
| 196509 -        | 2003 MA13                | 25 giugno 2003   | LINEAR                       |
| 196510 -        | 2003 NR1                 | 2 luglio 2003    | LINEAR                       |
| 196511 -        | 2003 NS2                 | 1 luglio 2003    | LINEAR                       |
| 196512 -        | 2003 NZ2                 | 2 luglio 2003    | LINEAR                       |
| 196513 -        | 2003 NA5                 | 4 luglio 2003    | Broughton, J.                |
| 196514 -        | 2003 NQ5                 | 4 luglio 2003    | NEAT                         |
| 196515 -        | 2003 NP11                | 3 luglio 2003    | Spacewatch                   |
| 196516 -        | 2003 OJ                  | 18 luglio 2003   | McNaught, R. H.              |
| 196517 -        | 2003 OP                  | 20 luglio 2003   | Broughton, J.                |
| 196518 -        | 2003 OS3                 | 22 luglio 2003   | CINEOS                       |
| 196519 -        | 2003 OL4                 | 22 luglio 2003   | NEAT                         |
| 196520 -        | 2003 OP6                 | 23 luglio 2003   | LINEAR                       |
| 196521 -        | 2003 OE9                 | 23 luglio 2003   | NEAT                         |
| 196522 -        | 2003 OJ10                | 25 luglio 2003   | LINEAR                       |
| 196523 -        | 2003 OJ15                | 23 luglio 2003   | NEAT                         |
| 196524 -        | 2003 OS15                | 23 luglio 2003   | NEAT                         |
| 196525 -        | 2003 OT15                | 23 luglio 2003   | NEAT                         |
| 196526 -        | 2003 OY15                | 23 luglio 2003   | NEAT                         |
| 196527 -        | 2003 OZ17                | 30 luglio 2003   | Broughton, J.                |
| 196528 -        | 2003 OE18                | 24 luglio 2003   | CINEOS                       |
| 196529 -        | 2003 OA20                | 30 luglio 2003   | Dillon, W. G., Garossino, P. |
| 196530 -        | 2003 OB20                | 30 luglio 2003   | CINEOS                       |
| 196531 -        | 2003 OC20                | 30 luglio 2003   | CINEOS                       |
| 196532 -        | 2003 OY20                | 31 luglio 2003   | Broughton, J.                |
| 196533 -        | 2003 OK21                | 26 luglio 2003   | LINEAR                       |
| 196534 -        | 2003 OR21                | 28 luglio 2003   | CINEOS                       |
| 196535 -        | 2003 OR27                | 24 luglio 2003   | NEAT                         |
| 196536 -        | 2003 OF28                | 24 luglio 2003   | NEAT                         |
| 196537 -        | 2003 OK29                | 24 luglio 2003   | NEAT                         |
| 196538 -        | 2003 OR29                | 24 luglio 2003   | NEAT                         |
| 196539 -        | 2003 OA30                | 24 luglio 2003   | NEAT                         |
| 196540 Weinbaum | 2003 OW30                | 31 luglio 2003   | Christophe, B.               |
| 196541 -        | 2003 OW32                | 24 luglio 2003   | NEAT                         |
| 196542 -        | 2003 PZ                  | 1 agosto 2003    | LINEAR                       |
| 196543 -        | 2003 PS1                 | 1 agosto 2003    | NEAT                         |
| 196544 -        | 2003 PB2                 | 1 agosto 2003    | NEAT                         |
| 196545 -        | 2003 PQ7                 | 2 agosto 2003    | NEAT                         |
| 196546 -        | 2003 PT11                | 1 agosto 2003    | LINEAR                       |
| 196547 -        | 2003 QE2                 | 20 agosto 2003   | CINEOS                       |
| 196548 -        | 2003 QN2                 | 19 agosto 2003   | CINEOS                       |
| 196549 -        | 2003 QR3                 | 17 agosto 2003   | NEAT                         |
| 196550 -        | 2003 QP5                 | 20 agosto 2003   | NEAT                         |
| 196551 -        | 2003 QW6                 | 20 agosto 2003   | CINEOS                       |
| 196552 -        | 2003 QD7                 | 20 agosto 2003   | CINEOS                       |
| 196553 -        | 2003 QO7                 | 21 agosto 2003   | NEAT                         |
| 196554 -        | 2003 QZ7                 | 18 agosto 2003   | CINEOS                       |
| 196555 -        | 2003 QU9                 | 20 agosto 2003   | Broughton, J.                |
| 196556 -        | 2003 QH12                | 22 agosto 2003   | LINEAR                       |
| 196557 -        | 2003 QU12                | 22 agosto 2003   | NEAT                         |
| 196558 -        | 2003 QB13                | 22 agosto 2003   | NEAT                         |
| 196559 -        | 2003 QG13                | 22 agosto 2003   | NEAT                         |
| 196560 -        | 2003 QQ14                | 20 agosto 2003   | NEAT                         |
| 196561 -        | 2003 QY15                | 20 agosto 2003   | NEAT                         |
| 196562 -        | 2003 QU18                | 22 agosto 2003   | NEAT                         |
| 196563 -        | 2003 QU19                | 22 agosto 2003   | NEAT                         |
| 196564 -        | 2003 QJ20                | 22 agosto 2003   | NEAT                         |
| 196565 -        | 2003 QX20                | 22 agosto 2003   | NEAT                         |
| 196566 -        | 2003 QE24                | 21 agosto 2003   | NEAT                         |
| 196567 -        | 2003 QP25                | 22 agosto 2003   | NEAT                         |
| 196568 -        | 2003 QL27                | 23 agosto 2003   | NEAT                         |
| 196569 -        | 2003 QY28                | 23 agosto 2003   | LINEAR                       |
| 196570 -        | 2003 QW31                | 21 agosto 2003   | NEAT                         |
| 196571 -        | 2003 QB32                | 21 agosto 2003   | NEAT                         |
| 196572 -        | 2003 QS32                | 21 agosto 2003   | NEAT                         |
| 196573 -        | 2003 QR34                | 22 agosto 2003   | NEAT                         |
| 196574 -        | 2003 QK36                | 22 agosto 2003   | LINEAR                       |
| 196575 -        | 2003 QV36                | 22 agosto 2003   | LINEAR                       |
| 196576 -        | 2003 QE40                | 22 agosto 2003   | LINEAR                       |
| 196577 -        | 2003 QT40                | 22 agosto 2003   | LINEAR                       |
| 196578 -        | 2003 QV40                | 22 agosto 2003   | LINEAR                       |
| 196579 -        | 2003 QD41                | 22 agosto 2003   | LINEAR                       |
| 196580 -        | 2003 QJ41                | 22 agosto 2003   | LINEAR                       |
| 196581 -        | 2003 QS45                | 23 agosto 2003   | NEAT                         |
| 196582 -        | 2003 QS46                | 24 agosto 2003   | NEAT                         |
| 196583 -        | 2003 QM48                | 20 agosto 2003   | CINEOS                       |
| 196584 -        | 2003 QX48                | 21 agosto 2003   | CINEOS                       |
| 196585 -        | 2003 QJ49                | 22 agosto 2003   | NEAT                         |
| 196586 -        | 2003 QC50                | 22 agosto 2003   | NEAT                         |
| 196587 -        | 2003 QJ50                | 22 agosto 2003   | NEAT                         |
| 196588 -        | 2003 QA51                | 22 agosto 2003   | NEAT                         |
| 196589 -        | 2003 QG51                | 22 agosto 2003   | NEAT                         |
| 196590 -        | 2003 QL53                | 23 agosto 2003   | LINEAR                       |
| 196591 -        | 2003 QL56                | 23 agosto 2003   | LINEAR                       |
| 196592 -        | 2003 QE60                | 23 agosto 2003   | LINEAR                       |
| 196593 -        | 2003 QC61                | 23 agosto 2003   | LINEAR                       |
| 196594 -        | 2003 QG64                | 23 agosto 2003   | LINEAR                       |
| 196595 -        | 2003 QX64                | 23 agosto 2003   | NEAT                         |
| 196596 -        | 2003 QH65                | 23 agosto 2003   | NEAT                         |
| 196597 -        | 2003 QJ66                | 22 agosto 2003   | LINEAR                       |
| 196598 -        | 2003 QK66                | 22 agosto 2003   | NEAT                         |
| 196599 -        | 2003 QX66                | 23 agosto 2003   | NEAT                         |
| 196600 -        | 2003 QH68                | 25 agosto 2003   | LINEAR                       |

## 196601-196700
| Nome            | Designazione provvisoria | Data di scoperta  | Scopritore                  |
| --------------- | ------------------------ | ----------------- | --------------------------- |
| 196601 -        | 2003 QY68                | 25 agosto 2003    | Broughton, J.               |
| 196602 -        | 2003 QQ70                | 23 agosto 2003    | LINEAR                      |
| 196603 -        | 2003 QT70                | 23 agosto 2003    | NEAT                        |
| 196604 -        | 2003 QH74                | 24 agosto 2003    | LINEAR                      |
| 196605 -        | 2003 QM75                | 24 agosto 2003    | LINEAR                      |
| 196606 -        | 2003 QX75                | 24 agosto 2003    | LINEAR                      |
| 196607 -        | 2003 QC76                | 24 agosto 2003    | LINEAR                      |
| 196608 -        | 2003 QE77                | 24 agosto 2003    | LINEAR                      |
| 196609 -        | 2003 QQ78                | 24 agosto 2003    | LINEAR                      |
| 196610 -        | 2003 QK79                | 25 agosto 2003    | LINEAR                      |
| 196611 -        | 2003 QA85                | 24 agosto 2003    | LINEAR                      |
| 196612 -        | 2003 QQ89                | 27 agosto 2003    | NEAT                        |
| 196613 -        | 2003 QN90                | 28 agosto 2003    | LINEAR                      |
| 196614 -        | 2003 QB96                | 30 agosto 2003    | Spacewatch                  |
| 196615 -        | 2003 QY107               | 31 agosto 2003    | LINEAR                      |
| 196616 -        | 2003 QE108               | 31 agosto 2003    | LINEAR                      |
| 196617 -        | 2003 QQ111               | 31 agosto 2003    | Spacewatch                  |
| 196618 -        | 2003 QG114               | 26 agosto 2003    | LINEAR                      |
| 196619 -        | 2003 RH3                 | 1 settembre 2003  | LINEAR                      |
| 196620 -        | 2003 RN4                 | 3 settembre 2003  | LINEAR                      |
| 196621 -        | 2003 RH5                 | 1 settembre 2003  | LINEAR                      |
| 196622 -        | 2003 RN5                 | 1 settembre 2003  | LINEAR                      |
| 196623 -        | 2003 RX5                 | 2 settembre 2003  | LINEAR                      |
| 196624 -        | 2003 RK9                 | 4 settembre 2003  | Spacewatch                  |
| 196625 -        | 2003 RM10                | 13 settembre 2003 | LONEOS                      |
| 196626 -        | 2003 RH11                | 13 settembre 2003 | NEAT                        |
| 196627 -        | 2003 RR14                | 13 settembre 2003 | NEAT                        |
| 196628 -        | 2003 RV16                | 15 settembre 2003 | NEAT                        |
| 196629 -        | 2003 RH20                | 15 settembre 2003 | LONEOS                      |
| 196630 -        | 2003 RH21                | 15 settembre 2003 | LONEOS                      |
| 196631 -        | 2003 RE22                | 14 settembre 2003 | NEAT                        |
| 196632 -        | 2003 SH1                 | 16 settembre 2003 | Spacewatch                  |
| 196633 -        | 2003 SO2                 | 16 settembre 2003 | Spacewatch                  |
| 196634 -        | 2003 SC3                 | 16 settembre 2003 | NEAT                        |
| 196635 -        | 2003 SO3                 | 16 settembre 2003 | NEAT                        |
| 196636 -        | 2003 SA4                 | 16 settembre 2003 | Spacewatch                  |
| 196637 -        | 2003 SF8                 | 16 settembre 2003 | Spacewatch                  |
| 196638 -        | 2003 SO10                | 17 settembre 2003 | Spacewatch                  |
| 196639 -        | 2003 SD13                | 16 settembre 2003 | Spacewatch                  |
| 196640 Mulhacén | 2003 SO15                | 17 settembre 2003 | Hormuth, F.                 |
| 196641 -        | 2003 SP17                | 17 settembre 2003 | Uppsala-DLR Asteroid Survey |
| 196642 -        | 2003 SR17                | 17 settembre 2003 | Spacewatch                  |
| 196643 -        | 2003 SH18                | 16 settembre 2003 | Spacewatch                  |
| 196644 -        | 2003 ST23                | 17 settembre 2003 | Spacewatch                  |
| 196645 -        | 2003 SW23                | 17 settembre 2003 | Spacewatch                  |
| 196646 -        | 2003 SY23                | 17 settembre 2003 | Spacewatch                  |
| 196647 -        | 2003 SL25                | 17 settembre 2003 | Spacewatch                  |
| 196648 -        | 2003 SP25                | 17 settembre 2003 | Spacewatch                  |
| 196649 -        | 2003 SG26                | 17 settembre 2003 | NEAT                        |
| 196650 -        | 2003 SM26                | 17 settembre 2003 | NEAT                        |
| 196651 -        | 2003 SN28                | 18 settembre 2003 | NEAT                        |
| 196652 -        | 2003 SG30                | 18 settembre 2003 | NEAT                        |
| 196653 -        | 2003 SV30                | 18 settembre 2003 | Spacewatch                  |
| 196654 -        | 2003 SS34                | 18 settembre 2003 | NEAT                        |
| 196655 -        | 2003 SY34                | 18 settembre 2003 | Spacewatch                  |
| 196656 -        | 2003 SA35                | 18 settembre 2003 | Spacewatch                  |
| 196657 -        | 2003 SR36                | 18 settembre 2003 | LINEAR                      |
| 196658 -        | 2003 SJ37                | 16 settembre 2003 | NEAT                        |
| 196659 -        | 2003 SR38                | 16 settembre 2003 | NEAT                        |
| 196660 -        | 2003 SQ40                | 16 settembre 2003 | NEAT                        |
| 196661 -        | 2003 SL41                | 17 settembre 2003 | NEAT                        |
| 196662 -        | 2003 SO43                | 16 settembre 2003 | LONEOS                      |
| 196663 -        | 2003 SL44                | 16 settembre 2003 | LONEOS                      |
| 196664 -        | 2003 SD46                | 16 settembre 2003 | LONEOS                      |
| 196665 -        | 2003 SJ46                | 16 settembre 2003 | LONEOS                      |
| 196666 -        | 2003 SF47                | 16 settembre 2003 | LONEOS                      |
| 196667 -        | 2003 SN50                | 18 settembre 2003 | NEAT                        |
| 196668 -        | 2003 SW50                | 18 settembre 2003 | NEAT                        |
| 196669 -        | 2003 SK51                | 18 settembre 2003 | NEAT                        |
| 196670 -        | 2003 ST52                | 19 settembre 2003 | NEAT                        |
| 196671 -        | 2003 SU53                | 16 settembre 2003 | Spacewatch                  |
| 196672 -        | 2003 SY54                | 16 settembre 2003 | LONEOS                      |
| 196673 -        | 2003 SZ54                | 16 settembre 2003 | LONEOS                      |
| 196674 -        | 2003 SR56                | 16 settembre 2003 | Spacewatch                  |
| 196675 -        | 2003 SV56                | 16 settembre 2003 | Spacewatch                  |
| 196676 -        | 2003 SQ59                | 17 settembre 2003 | LONEOS                      |
| 196677 -        | 2003 ST60                | 17 settembre 2003 | Spacewatch                  |
| 196678 -        | 2003 SD61                | 17 settembre 2003 | LINEAR                      |
| 196679 -        | 2003 SP61                | 17 settembre 2003 | LINEAR                      |
| 196680 -        | 2003 SB63                | 17 settembre 2003 | Spacewatch                  |
| 196681 -        | 2003 SZ63                | 17 settembre 2003 | Crni Vrh                    |
| 196682 -        | 2003 SK64                | 18 settembre 2003 | CINEOS                      |
| 196683 -        | 2003 SY64                | 18 settembre 2003 | CINEOS                      |
| 196684 -        | 2003 SZ64                | 18 settembre 2003 | CINEOS                      |
| 196685 -        | 2003 SB65                | 18 settembre 2003 | CINEOS                      |
| 196686 -        | 2003 SC65                | 18 settembre 2003 | CINEOS                      |
| 196687 -        | 2003 SH65                | 18 settembre 2003 | LONEOS                      |
| 196688 -        | 2003 SQ66                | 18 settembre 2003 | CINEOS                      |
| 196689 -        | 2003 SY67                | 16 settembre 2003 | NEAT                        |
| 196690 -        | 2003 SD70                | 17 settembre 2003 | Spacewatch                  |
| 196691 -        | 2003 SO70                | 17 settembre 2003 | NEAT                        |
| 196692 -        | 2003 SE71                | 18 settembre 2003 | Spacewatch                  |
| 196693 -        | 2003 SX73                | 18 settembre 2003 | Spacewatch                  |
| 196694 -        | 2003 SD74                | 18 settembre 2003 | Spacewatch                  |
| 196695 -        | 2003 SL74                | 18 settembre 2003 | Spacewatch                  |
| 196696 -        | 2003 SK75                | 18 settembre 2003 | Spacewatch                  |
| 196697 -        | 2003 SY76                | 19 settembre 2003 | Spacewatch                  |
| 196698 -        | 2003 SV77                | 19 settembre 2003 | Spacewatch                  |
| 196699 -        | 2003 SX78                | 19 settembre 2003 | Spacewatch                  |
| 196700 -        | 2003 SX80                | 19 settembre 2003 | Spacewatch                  |

## 196701-196800
| Nome               | Designazione provvisoria | Data di scoperta  | Scopritore     |
| ------------------ | ------------------------ | ----------------- | -------------- |
| 196701 -           | 2003 SC82                | 17 settembre 2003 | Spacewatch     |
| 196702 -           | 2003 SS82                | 18 settembre 2003 | Spacewatch     |
| 196703 -           | 2003 SR83                | 18 settembre 2003 | Spacewatch     |
| 196704 -           | 2003 SM85                | 16 settembre 2003 | NEAT           |
| 196705 -           | 2003 SC86                | 16 settembre 2003 | Spacewatch     |
| 196706 -           | 2003 SS87                | 17 settembre 2003 | NEAT           |
| 196707 -           | 2003 SB89                | 18 settembre 2003 | LINEAR         |
| 196708 -           | 2003 SC92                | 18 settembre 2003 | Spacewatch     |
| 196709 -           | 2003 SH93                | 18 settembre 2003 | Spacewatch     |
| 196710 -           | 2003 SH94                | 18 settembre 2003 | Crni Vrh       |
| 196711 -           | 2003 SS97                | 19 settembre 2003 | Spacewatch     |
| 196712 -           | 2003 SO98                | 19 settembre 2003 | Spacewatch     |
| 196713 -           | 2003 SJ101               | 20 settembre 2003 | NEAT           |
| 196714 -           | 2003 SM102               | 20 settembre 2003 | LINEAR         |
| 196715 -           | 2003 SQ102               | 20 settembre 2003 | LINEAR         |
| 196716 -           | 2003 SJ103               | 20 settembre 2003 | LINEAR         |
| 196717 -           | 2003 SL104               | 20 settembre 2003 | NEAT           |
| 196718 -           | 2003 SW104               | 20 settembre 2003 | LINEAR         |
| 196719 -           | 2003 SM107               | 20 settembre 2003 | NEAT           |
| 196720 -           | 2003 SB108               | 20 settembre 2003 | NEAT           |
| 196721 -           | 2003 SM109               | 20 settembre 2003 | Spacewatch     |
| 196722 -           | 2003 SV109               | 20 settembre 2003 | Spacewatch     |
| 196723 -           | 2003 SB111               | 20 settembre 2003 | NEAT           |
| 196724 -           | 2003 SD114               | 16 settembre 2003 | LINEAR         |
| 196725 -           | 2003 SY115               | 16 settembre 2003 | NEAT           |
| 196726 -           | 2003 SB118               | 16 settembre 2003 | NEAT           |
| 196727 -           | 2003 SB119               | 16 settembre 2003 | NEAT           |
| 196728 -           | 2003 SH119               | 17 settembre 2003 | LONEOS         |
| 196729 -           | 2003 SU119               | 17 settembre 2003 | Spacewatch     |
| 196730 -           | 2003 SG120               | 17 settembre 2003 | Spacewatch     |
| 196731 -           | 2003 SP121               | 17 settembre 2003 | Spacewatch     |
| 196732 -           | 2003 ST121               | 17 settembre 2003 | NEAT           |
| 196733 -           | 2003 SA122               | 17 settembre 2003 | CINEOS         |
| 196734 -           | 2003 SM125               | 19 settembre 2003 | NEAT           |
| 196735 -           | 2003 SG126               | 19 settembre 2003 | NEAT           |
| 196736 Munkácsy    | 2003 SH127               | 19 settembre 2003 | Piszkesteto    |
| 196737 -           | 2003 SX127               | 20 settembre 2003 | LINEAR         |
| 196738 -           | 2003 SC133               | 20 settembre 2003 | CINEOS         |
| 196739 -           | 2003 SZ133               | 18 settembre 2003 | LINEAR         |
| 196740 -           | 2003 SF135               | 19 settembre 2003 | LINEAR         |
| 196741 -           | 2003 SJ137               | 20 settembre 2003 | NEAT           |
| 196742 -           | 2003 SO137               | 21 settembre 2003 | CINEOS         |
| 196743 -           | 2003 SY137               | 21 settembre 2003 | LINEAR         |
| 196744 -           | 2003 SU139               | 18 settembre 2003 | Spacewatch     |
| 196745 -           | 2003 SY139               | 18 settembre 2003 | NEAT           |
| 196746 -           | 2003 SU142               | 20 settembre 2003 | LINEAR         |
| 196747 -           | 2003 SY143               | 21 settembre 2003 | LINEAR         |
| 196748 -           | 2003 SB144               | 21 settembre 2003 | Spacewatch     |
| 196749 -           | 2003 SF144               | 19 settembre 2003 | NEAT           |
| 196750 -           | 2003 SR148               | 16 settembre 2003 | Spacewatch     |
| 196751 -           | 2003 SL149               | 16 settembre 2003 | Spacewatch     |
| 196752 -           | 2003 SO149               | 16 settembre 2003 | Spacewatch     |
| 196753 -           | 2003 SV149               | 17 settembre 2003 | LINEAR         |
| 196754 -           | 2003 SM151               | 18 settembre 2003 | LINEAR         |
| 196755 -           | 2003 SQ153               | 19 settembre 2003 | LONEOS         |
| 196756 -           | 2003 SU154               | 19 settembre 2003 | LONEOS         |
| 196757 -           | 2003 SZ154               | 19 settembre 2003 | LONEOS         |
| 196758 -           | 2003 SP155               | 19 settembre 2003 | LONEOS         |
| 196759 -           | 2003 SM156               | 19 settembre 2003 | LONEOS         |
| 196760 -           | 2003 SO160               | 22 settembre 2003 | Spacewatch     |
| 196761 -           | 2003 SL162               | 19 settembre 2003 | Spacewatch     |
| 196762 -           | 2003 SP162               | 19 settembre 2003 | LINEAR         |
| 196763 -           | 2003 ST162               | 19 settembre 2003 | Spacewatch     |
| 196764 -           | 2003 SU162               | 19 settembre 2003 | Spacewatch     |
| 196765 -           | 2003 SM163               | 19 settembre 2003 | Spacewatch     |
| 196766 -           | 2003 SN163               | 19 settembre 2003 | Spacewatch     |
| 196767 -           | 2003 SQ164               | 20 settembre 2003 | LONEOS         |
| 196768 -           | 2003 ST164               | 20 settembre 2003 | LONEOS         |
| 196769 -           | 2003 SX164               | 20 settembre 2003 | LONEOS         |
| 196770 -           | 2003 SK167               | 22 settembre 2003 | Spacewatch     |
| 196771 -           | 2003 SU169               | 23 settembre 2003 | NEAT           |
| 196772 Fritzleiber | 2003 SQ170               | 23 settembre 2003 | Christophe, B. |
| 196773 -           | 2003 SJ171               | 18 settembre 2003 | CINEOS         |
| 196774 -           | 2003 SW177               | 19 settembre 2003 | Spacewatch     |
| 196775 -           | 2003 SA178               | 19 settembre 2003 | NEAT           |
| 196776 -           | 2003 SV180               | 20 settembre 2003 | Spacewatch     |
| 196777 -           | 2003 SE181               | 20 settembre 2003 | LINEAR         |
| 196778 -           | 2003 SM181               | 20 settembre 2003 | Spacewatch     |
| 196779 -           | 2003 SN181               | 20 settembre 2003 | LINEAR         |
| 196780 -           | 2003 SD182               | 20 settembre 2003 | LINEAR         |
| 196781 -           | 2003 SA184               | 21 settembre 2003 | Spacewatch     |
| 196782 -           | 2003 ST184               | 21 settembre 2003 | Spacewatch     |
| 196783 -           | 2003 SY184               | 21 settembre 2003 | Spacewatch     |
| 196784 -           | 2003 SN185               | 22 settembre 2003 | LONEOS         |
| 196785 -           | 2003 SR186               | 22 settembre 2003 | LONEOS         |
| 196786 -           | 2003 SP187               | 21 settembre 2003 | NEAT           |
| 196787 -           | 2003 SY187               | 22 settembre 2003 | LONEOS         |
| 196788 -           | 2003 SF188               | 22 settembre 2003 | NEAT           |
| 196789 -           | 2003 SA189               | 22 settembre 2003 | LONEOS         |
| 196790 -           | 2003 SY190               | 17 settembre 2003 | Spacewatch     |
| 196791 -           | 2003 SM191               | 19 settembre 2003 | Spacewatch     |
| 196792 -           | 2003 SA196               | 20 settembre 2003 | NEAT           |
| 196793 -           | 2003 SL196               | 20 settembre 2003 | NEAT           |
| 196794 -           | 2003 SK197               | 21 settembre 2003 | LONEOS         |
| 196795 -           | 2003 SM197               | 21 settembre 2003 | LONEOS         |
| 196796 -           | 2003 SU197               | 21 settembre 2003 | LONEOS         |
| 196797 -           | 2003 SU198               | 21 settembre 2003 | LONEOS         |
| 196798 -           | 2003 SG199               | 21 settembre 2003 | LONEOS         |
| 196799 -           | 2003 SO199               | 21 settembre 2003 | LONEOS         |
| 196800 -           | 2003 SX200               | 25 settembre 2003 | Sposetti, S.   |

## 196801-196900
| Nome           | Designazione provvisoria | Data di scoperta  | Scopritore      |
| -------------- | ------------------------ | ----------------- | --------------- |
| 196801 -       | 2003 SY202               | 22 settembre 2003 | LONEOS          |
| 196802 -       | 2003 SJ204               | 22 settembre 2003 | LINEAR          |
| 196803 -       | 2003 SG206               | 23 settembre 2003 | NEAT            |
| 196804 -       | 2003 SZ208               | 24 settembre 2003 | NEAT            |
| 196805 -       | 2003 SZ209               | 25 settembre 2003 | NEAT            |
| 196806 -       | 2003 SQ218               | 28 settembre 2003 | Yeung, W. K. Y. |
| 196807 Beshore | 2003 SB221               | 26 settembre 2003 | Healy, D.       |
| 196808 -       | 2003 SH223               | 29 settembre 2003 | Yeung, W. K. Y. |
| 196809 -       | 2003 SU223               | 27 settembre 2003 | LINEAR          |
| 196810 -       | 2003 SC224               | 24 settembre 2003 | Bickel, W.      |
| 196811 -       | 2003 SF225               | 26 settembre 2003 | Yeung, W. K. Y. |
| 196812 -       | 2003 SH225               | 26 settembre 2003 | LINEAR          |
| 196813 -       | 2003 SO225               | 26 settembre 2003 | LINEAR          |
| 196814 -       | 2003 SU225               | 26 settembre 2003 | LINEAR          |
| 196815 -       | 2003 SN227               | 27 settembre 2003 | LINEAR          |
| 196816 -       | 2003 SH229               | 27 settembre 2003 | Spacewatch      |
| 196817 -       | 2003 SZ230               | 24 settembre 2003 | NEAT            |
| 196818 -       | 2003 SJ231               | 24 settembre 2003 | NEAT            |
| 196819 -       | 2003 SC232               | 24 settembre 2003 | NEAT            |
| 196820 -       | 2003 SR232               | 24 settembre 2003 | NEAT            |
| 196821 -       | 2003 SC233               | 25 settembre 2003 | NEAT            |
| 196822 -       | 2003 SM234               | 25 settembre 2003 | NEAT            |
| 196823 -       | 2003 SN234               | 25 settembre 2003 | NEAT            |
| 196824 -       | 2003 SS235               | 27 settembre 2003 | LINEAR          |
| 196825 -       | 2003 SV235               | 27 settembre 2003 | LINEAR          |
| 196826 -       | 2003 SJ236               | 26 settembre 2003 | LINEAR          |
| 196827 -       | 2003 SO236               | 26 settembre 2003 | LINEAR          |
| 196828 -       | 2003 SB237               | 26 settembre 2003 | LINEAR          |
| 196829 -       | 2003 SE238               | 27 settembre 2003 | LINEAR          |
| 196830 -       | 2003 SK241               | 27 settembre 2003 | Spacewatch      |
| 196831 -       | 2003 SA243               | 28 settembre 2003 | LINEAR          |
| 196832 -       | 2003 SA246               | 26 settembre 2003 | LINEAR          |
| 196833 -       | 2003 SS247               | 26 settembre 2003 | LINEAR          |
| 196834 -       | 2003 SZ247               | 26 settembre 2003 | LINEAR          |
| 196835 -       | 2003 SS248               | 26 settembre 2003 | LINEAR          |
| 196836 -       | 2003 SY248               | 26 settembre 2003 | LINEAR          |
| 196837 -       | 2003 SX249               | 26 settembre 2003 | LINEAR          |
| 196838 -       | 2003 SE250               | 26 settembre 2003 | LINEAR          |
| 196839 -       | 2003 SG250               | 26 settembre 2003 | LINEAR          |
| 196840 -       | 2003 SM253               | 27 settembre 2003 | Spacewatch      |
| 196841 -       | 2003 SO253               | 27 settembre 2003 | LINEAR          |
| 196842 -       | 2003 SZ253               | 27 settembre 2003 | Spacewatch      |
| 196843 -       | 2003 SD254               | 27 settembre 2003 | Spacewatch      |
| 196844 -       | 2003 SR254               | 27 settembre 2003 | Spacewatch      |
| 196845 -       | 2003 SE257               | 28 settembre 2003 | Spacewatch      |
| 196846 -       | 2003 SR257               | 28 settembre 2003 | LINEAR          |
| 196847 -       | 2003 SM258               | 28 settembre 2003 | Spacewatch      |
| 196848 -       | 2003 SQ259               | 28 settembre 2003 | Spacewatch      |
| 196849 -       | 2003 ST259               | 28 settembre 2003 | Spacewatch      |
| 196850 -       | 2003 SE260               | 29 settembre 2003 | LINEAR          |
| 196851 -       | 2003 SB261               | 27 settembre 2003 | LINEAR          |
| 196852 -       | 2003 SR262               | 28 settembre 2003 | LINEAR          |
| 196853 -       | 2003 SF263               | 28 settembre 2003 | LINEAR          |
| 196854 -       | 2003 SW266               | 29 settembre 2003 | LINEAR          |
| 196855 -       | 2003 SZ266               | 29 settembre 2003 | LINEAR          |
| 196856 -       | 2003 SF268               | 29 settembre 2003 | Spacewatch      |
| 196857 -       | 2003 SL268               | 29 settembre 2003 | Spacewatch      |
| 196858 -       | 2003 SB269               | 25 settembre 2003 | Pauwels, T.     |
| 196859 -       | 2003 SF271               | 25 settembre 2003 | NEAT            |
| 196860 -       | 2003 SG272               | 27 settembre 2003 | LINEAR          |
| 196861 -       | 2003 SL272               | 27 settembre 2003 | LINEAR          |
| 196862 -       | 2003 SC273               | 27 settembre 2003 | LINEAR          |
| 196863 -       | 2003 SX277               | 30 settembre 2003 | LINEAR          |
| 196864 -       | 2003 SL278               | 30 settembre 2003 | LINEAR          |
| 196865 -       | 2003 ST278               | 30 settembre 2003 | LINEAR          |
| 196866 -       | 2003 SY280               | 18 settembre 2003 | Spacewatch      |
| 196867 -       | 2003 SF282               | 19 settembre 2003 | LONEOS          |
| 196868 -       | 2003 SG282               | 19 settembre 2003 | LONEOS          |
| 196869 -       | 2003 ST284               | 20 settembre 2003 | LINEAR          |
| 196870 -       | 2003 SC289               | 28 settembre 2003 | LINEAR          |
| 196871 -       | 2003 SY289               | 28 settembre 2003 | LONEOS          |
| 196872 -       | 2003 SS292               | 25 settembre 2003 | NEAT            |
| 196873 -       | 2003 SB293               | 27 settembre 2003 | LINEAR          |
| 196874 -       | 2003 SD294               | 28 settembre 2003 | LINEAR          |
| 196875 -       | 2003 SN298               | 18 settembre 2003 | NEAT            |
| 196876 -       | 2003 SW299               | 16 settembre 2003 | Spacewatch      |
| 196877 -       | 2003 SJ300               | 17 settembre 2003 | NEAT            |
| 196878 -       | 2003 SW304               | 17 settembre 2003 | NEAT            |
| 196879 -       | 2003 SE306               | 30 settembre 2003 | LINEAR          |
| 196880 -       | 2003 SY307               | 27 settembre 2003 | LINEAR          |
| 196881 -       | 2003 SN308               | 29 settembre 2003 | LONEOS          |
| 196882 -       | 2003 SX309               | 28 settembre 2003 | LINEAR          |
| 196883 -       | 2003 SK311               | 29 settembre 2003 | LINEAR          |
| 196884 -       | 2003 SE312               | 30 settembre 2003 | Spacewatch      |
| 196885 -       | 2003 SP314               | 28 settembre 2003 | LINEAR          |
| 196886 -       | 2003 SF317               | 21 settembre 2003 | Spacewatch      |
| 196887 -       | 2003 SE320               | 17 settembre 2003 | Spacewatch      |
| 196888 -       | 2003 SM320               | 17 settembre 2003 | Spacewatch      |
| 196889 -       | 2003 SQ321               | 21 settembre 2003 | Spacewatch      |
| 196890 -       | 2003 SK322               | 28 settembre 2003 | Spacewatch      |
| 196891 -       | 2003 SK329               | 22 settembre 2003 | LONEOS          |
| 196892 -       | 2003 SJ347               | 18 settembre 2003 | Spacewatch      |
| 196893 -       | 2003 TS                  | 2 ottobre 2003    | Essen           |
| 196894 -       | 2003 TL3                 | 3 ottobre 2003    | NEAT            |
| 196895 -       | 2003 TM3                 | 4 ottobre 2003    | Reddy, V.       |
| 196896 -       | 2003 TA5                 | 1 ottobre 2003    | Spacewatch      |
| 196897 -       | 2003 TR6                 | 1 ottobre 2003    | LONEOS          |
| 196898 -       | 2003 TF10                | 15 ottobre 2003   | LINEAR          |
| 196899 -       | 2003 TX10                | 15 ottobre 2003   | NEAT            |
| 196900 -       | 2003 TA11                | 14 ottobre 2003   | LONEOS          |

## 196901-197000
| Nome             | Designazione provvisoria | Data di scoperta | Scopritore                  |
| ---------------- | ------------------------ | ---------------- | --------------------------- |
| 196901 -         | 2003 TS11                | 14 ottobre 2003  | LONEOS                      |
| 196902 -         | 2003 TG14                | 4 ottobre 2003   | Spacewatch                  |
| 196903 -         | 2003 TA16                | 15 ottobre 2003  | LONEOS                      |
| 196904 -         | 2003 TC16                | 15 ottobre 2003  | LONEOS                      |
| 196905 -         | 2003 TH17                | 15 ottobre 2003  | LONEOS                      |
| 196906 -         | 2003 TF18                | 14 ottobre 2003  | NEAT                        |
| 196907 -         | 2003 TC19                | 15 ottobre 2003  | LONEOS                      |
| 196908 -         | 2003 TU21                | 1 ottobre 2003   | LONEOS                      |
| 196909 -         | 2003 TF22                | 1 ottobre 2003   | Spacewatch                  |
| 196910 -         | 2003 TL29                | 1 ottobre 2003   | Spacewatch                  |
| 196911 -         | 2003 TN30                | 1 ottobre 2003   | Spacewatch                  |
| 196912 -         | 2003 TR30                | 1 ottobre 2003   | Spacewatch                  |
| 196913 -         | 2003 TX33                | 1 ottobre 2003   | Spacewatch                  |
| 196914 -         | 2003 TJ37                | 2 ottobre 2003   | Spacewatch                  |
| 196915 -         | 2003 TO45                | 3 ottobre 2003   | Spacewatch                  |
| 196916 -         | 2003 TS45                | 3 ottobre 2003   | Spacewatch                  |
| 196917 -         | 2003 TD48                | 3 ottobre 2003   | Spacewatch                  |
| 196918 -         | 2003 TE54                | 5 ottobre 2003   | Spacewatch                  |
| 196919 -         | 2003 TP54                | 5 ottobre 2003   | Spacewatch                  |
| 196920 -         | 2003 TX54                | 5 ottobre 2003   | Spacewatch                  |
| 196921 -         | 2003 TL57                | 5 ottobre 2003   | LINEAR                      |
| 196922 -         | 2003 US1                 | 16 ottobre 2003  | Spacewatch                  |
| 196923 -         | 2003 UG2                 | 16 ottobre 2003  | Spacewatch                  |
| 196924 -         | 2003 UX3                 | 16 ottobre 2003  | Spacewatch                  |
| 196925 -         | 2003 UF4                 | 16 ottobre 2003  | NEAT                        |
| 196926 -         | 2003 UG5                 | 18 ottobre 2003  | Young, J. W.                |
| 196927 -         | 2003 UQ6                 | 18 ottobre 2003  | NEAT                        |
| 196928 -         | 2003 UB7                 | 16 ottobre 2003  | LINEAR                      |
| 196929 -         | 2003 UF10                | 17 ottobre 2003  | LONEOS                      |
| 196930 -         | 2003 UA11                | 19 ottobre 2003  | Spacewatch                  |
| 196931 -         | 2003 UF12                | 20 ottobre 2003  | Spacewatch                  |
| 196932 -         | 2003 UV12                | 16 ottobre 2003  | Spacewatch                  |
| 196933 -         | 2003 UY14                | 16 ottobre 2003  | Spacewatch                  |
| 196934 -         | 2003 UD15                | 16 ottobre 2003  | Spacewatch                  |
| 196935 -         | 2003 UH16                | 16 ottobre 2003  | LONEOS                      |
| 196936 -         | 2003 UL16                | 16 ottobre 2003  | LONEOS                      |
| 196937 -         | 2003 US16                | 16 ottobre 2003  | NEAT                        |
| 196938 Delgordon | 2003 UO20                | 22 ottobre 2003  | Healy, D.                   |
| 196939 -         | 2003 UB23                | 20 ottobre 2003  | NEAT                        |
| 196940 -         | 2003 UW23                | 22 ottobre 2003  | Spacewatch                  |
| 196941 -         | 2003 UZ23                | 23 ottobre 2003  | Needville                   |
| 196942 -         | 2003 UM24                | 23 ottobre 2003  | LINEAR                      |
| 196943 -         | 2003 UC28                | 23 ottobre 2003  | LONEOS                      |
| 196944 -         | 2003 UO28                | 19 ottobre 2003  | Spacewatch                  |
| 196945 Guerin    | 2003 UV29                | 26 ottobre 2003  | Ottmarsheim                 |
| 196946 -         | 2003 UX31                | 16 ottobre 2003  | Spacewatch                  |
| 196947 -         | 2003 UT35                | 16 ottobre 2003  | NEAT                        |
| 196948 -         | 2003 US38                | 26 ottobre 2003  | Klet                        |
| 196949 -         | 2003 UR40                | 16 ottobre 2003  | LONEOS                      |
| 196950 -         | 2003 UZ41                | 17 ottobre 2003  | Spacewatch                  |
| 196951 -         | 2003 UO46                | 18 ottobre 2003  | Spacewatch                  |
| 196952 -         | 2003 UX48                | 16 ottobre 2003  | LONEOS                      |
| 196953 -         | 2003 UJ50                | 17 ottobre 2003  | Spacewatch                  |
| 196954 -         | 2003 UA52                | 18 ottobre 2003  | NEAT                        |
| 196955 -         | 2003 UQ52                | 18 ottobre 2003  | NEAT                        |
| 196956 -         | 2003 UR52                | 18 ottobre 2003  | NEAT                        |
| 196957 -         | 2003 UV52                | 18 ottobre 2003  | NEAT                        |
| 196958 -         | 2003 UK53                | 18 ottobre 2003  | NEAT                        |
| 196959 -         | 2003 UM53                | 18 ottobre 2003  | NEAT                        |
| 196960 -         | 2003 UA54                | 18 ottobre 2003  | NEAT                        |
| 196961 -         | 2003 UE54                | 18 ottobre 2003  | NEAT                        |
| 196962 -         | 2003 UR54                | 18 ottobre 2003  | NEAT                        |
| 196963 -         | 2003 UD56                | 19 ottobre 2003  | Tucker, R. A.               |
| 196964 -         | 2003 UT56                | 23 ottobre 2003  | LONEOS                      |
| 196965 -         | 2003 UV56                | 23 ottobre 2003  | Spacewatch                  |
| 196966 -         | 2003 UC57                | 24 ottobre 2003  | LINEAR                      |
| 196967 -         | 2003 UK57                | 27 ottobre 2003  | Uppsala-DLR Asteroid Survey |
| 196968 -         | 2003 UR57                | 16 ottobre 2003  | NEAT                        |
| 196969 -         | 2003 UV58                | 16 ottobre 2003  | Spacewatch                  |
| 196970 -         | 2003 UU59                | 17 ottobre 2003  | LONEOS                      |
| 196971 -         | 2003 UG61                | 16 ottobre 2003  | NEAT                        |
| 196972 -         | 2003 UO62                | 16 ottobre 2003  | LONEOS                      |
| 196973 -         | 2003 UP62                | 16 ottobre 2003  | LONEOS                      |
| 196974 -         | 2003 UC64                | 16 ottobre 2003  | LONEOS                      |
| 196975 -         | 2003 UU64                | 16 ottobre 2003  | LONEOS                      |
| 196976 -         | 2003 UA65                | 16 ottobre 2003  | LONEOS                      |
| 196977 -         | 2003 UN66                | 16 ottobre 2003  | NEAT                        |
| 196978 -         | 2003 UZ69                | 18 ottobre 2003  | Spacewatch                  |
| 196979 -         | 2003 UN70                | 18 ottobre 2003  | Spacewatch                  |
| 196980 -         | 2003 UC75                | 17 ottobre 2003  | LONEOS                      |
| 196981 -         | 2003 UV76                | 17 ottobre 2003  | LONEOS                      |
| 196982 -         | 2003 UC79                | 18 ottobre 2003  | NEAT                        |
| 196983 -         | 2003 UH79                | 19 ottobre 2003  | LINEAR                      |
| 196984 -         | 2003 UQ79                | 19 ottobre 2003  | Spacewatch                  |
| 196985 -         | 2003 UY79                | 18 ottobre 2003  | Tucker, R. A.               |
| 196986 -         | 2003 UC80                | 17 ottobre 2003  | Tucker, R. A.               |
| 196987 -         | 2003 UO81                | 16 ottobre 2003  | NEAT                        |
| 196988 -         | 2003 UC82                | 18 ottobre 2003  | NEAT                        |
| 196989 -         | 2003 UF83                | 16 ottobre 2003  | NEAT                        |
| 196990 -         | 2003 UH83                | 17 ottobre 2003  | LONEOS                      |
| 196991 -         | 2003 UF84                | 18 ottobre 2003  | Spacewatch                  |
| 196992 -         | 2003 US84                | 18 ottobre 2003  | Spacewatch                  |
| 196993 -         | 2003 UJ85                | 18 ottobre 2003  | Spacewatch                  |
| 196994 -         | 2003 UW85                | 18 ottobre 2003  | NEAT                        |
| 196995 -         | 2003 US87                | 19 ottobre 2003  | LONEOS                      |
| 196996 -         | 2003 UZ88                | 19 ottobre 2003  | LONEOS                      |
| 196997 -         | 2003 UA90                | 20 ottobre 2003  | Spacewatch                  |
| 196998 -         | 2003 UV93                | 18 ottobre 2003  | Spacewatch                  |
| 196999 -         | 2003 UH94                | 18 ottobre 2003  | Spacewatch                  |
| 197000 -         | 2003 UE96                | 18 ottobre 2003  | Spacewatch                  |